# 土屋礼央のオールナイトニッポン
『土屋礼央のオールナイトニッポン』（つちやれおのオールナイトニッポン）は、ニッポン放送の人気深夜放送オールナイトニッポンの火曜日でRAG FAIR・ズボンドズボンの土屋礼央がパーソナリティを担当したラジオ番組。
2005年6月28日に終了。同年10月7日金曜日にスペシャルパーソナリティとして登場（本来この時間は『本谷有希子のオールナイトニッポン』を放送）。
前番組は『LIV押尾学の@llnightnippon.com』、後番組は『くりぃむしちゅーのオールナイトニッポン』。
2009年からニッポン放送の携帯サイトで「土屋礼央のオールナイトニッポンモバイル」がスタート。この番組のテイストを継承している。

## 放送時間
- 2002年04月〜2002年09月 - 火曜R 27:00-28:30
- 2002年10月〜2003年03月 - 火曜com 深夜25:00-27:00
- 2003年04月〜2005年06月28日 - 火曜1部 深夜25:00-27:00（ニッポン放送をキーステーションに全国36局ネット）
- 2005年10月07日 - 金曜1部 深夜25:00-27:00（一夜限りの復活）
- 2022年11月26日 - 土曜オールナイトニッポンpremium 19:00-21:00(17年ぶりのオールナイトニッポン）

## オープニング
以前は、1時の時報の直後に土屋礼央が独り言のような芝居をはじめ、ダジャレでオチを言い、その後に「土屋礼央のオールナイトニッ……ポーン!」と叫ぶパターン（木曜日のナインティナインのオールナイトニッポンも同じパターンである。）が多かったが、『お父さんのためのダジャレ講座』というコーナーが始まると共に禁止へ。しかしそのコーナーが終わるとまたやり始めた。週によって違う。
また、深夜なのにもかかわらず、「おはようございます。今夜もあなたのお耳の恋人になりたくて」とささやく。

## スポンサー紹介
オープニングとエンディングに行われるスポンサー紹介にて土屋礼央はスポンサー1つ読み上げるごとに『ありがとうございます』と言い、誠意を示している。
また、スポンサー紹介の最後にリスナーに対して『心のスポンサーは番組をお聴きのそこのあなたです』と言う。

## ツッコミ
土屋が事務所的に言っては駄目なことを言ってしまったときや、ダジャレが滑ったときなどに、ゲストに登場した人のコメントで突っ込みが入る。
- 「へぇ〜」 - MEGUMIが登場した時のトリビアのMEGUMIのコーナーで使用したSE。基本的にどうでもいいことを言ったときに使われる。
- ダンディ坂野の「ゲッツ!」 - TUTIYAのコーナーが終わると使われなくなった。
- 松浦亜弥の「へった〜れの土屋礼央!」 - 松浦亜弥が自作（?）した、へっぽこ甲子園のネタの一部分。
- 「ドラえもん」のスネ夫「ヤイ、礼央」 - 土屋は「すみませんスネ夫さん」と謝る時もある。番組の大半で使われた。声優が変わった2005年4月以降はやらなくなった。

## コーナー一覧
括弧内の日付は、放送された期間を表す。

### J2
ハガキコーナーをサッカーのJ1・J2方式でランク付けする。ハガキやメールがたくさん来て、リスナーからのリアクションがいいと「J1」でレギュラー入りすることができ、逆にハガキ・メールの数が少なかったり礼央がコーナーを回せないとJ2落ちになる。主なJ2入りだったミニコーナー。「ヘコメール」「ちょっとぜいたく、1億円の使い道！」「礼央的・人生ゲーム」「俺にはこう聞こえる」「おいしいなぞかけ！」「ふつおた（普通じゃないお便り）」「遅刻の理由」「絶叫！声に出したい日本語」「礼央バカ日誌」「フーリガン予備校」「あいつにバウリンガル」など。特に人気だった「ふつおた」はJ1（レギュラー）入りした。
（初回 - 2003年4月1日）

### 特技100個への道!
R時代から行ってきた。土屋礼央の特技を増やす為のコーナー。レインボーブリッジに給水所を作るなどの特技を募集していた。後に、似たコーナーとして「調べてみました」ができた。最終目標は、100個の特技である。達成した特技は28個。
（初回 - 2003年4月1日）

### レオ箱
番組が始まる時に中身がわからない箱が登場し、土屋礼央が箱を開けると、その日のテーマとなるものや、その日にちなんだものなど様々なものが入っている。
（初回 - 2003年4月1日）

### タマゴはどこへ行った?
タマゴを知り合いにどんどん渡して行って、どこまで辿り着くのだろうという企画。
途中で行方不明になり、自然消滅した。
（初回 - 2003年4月1日）

### 歌を作れ
受験生のために歌を作るコーナー。放送日時によってコーナー名が変わっていたりしたが、内容は同じである。製作した歌は「不安ありがとう」「数学なんて関係ない」「同じ気持ち」。

### レンタルショップ「TUTIYA」
TSUTAYAのパロディとして出来たコーナー。リスナーから、映画・テレビ・マンガ作品・自動販売機やコンビニまでその名前をもじった言葉を募集する。下ネタを使用したアダルトコーナー存在し、おもしろい音楽を紹介する「TUTIYA音楽チャート」も存在した。なおこの音楽チャートでは、「マツケンサンバII」をフィーバーする前に番組でかけていたため、フィーバーしたのは番組からだと言い張っている。副店長は土田晃之（その後、土田大学の教授）
（2003年4月15日 - 10月07日）

### おーい加藤くん
加藤くんを季語にして、川柳を考えるコーナー。
（2003年4月15日 - 5月20日）

### 調べてみました
リスナーにどうでもいいことを調べてもらうコーナー。ハムをDVDプレーヤーに入れて壊したり、何時間もかかる事を調べたり、○○で料理は出来るのか？など調べた人にとってはかなりの苦労だったと思われる。人気コーナーであったにもかかわらず、途中からコーナーをやめて、ネタを読まずに番組リニューアル後に終了した。
（2003年4月15日 - 2004年4月6日）

### 反省日記
リスナーからの反省を紹介するコーナー。数少ない真剣なコーナー。
（2003年5月13日 - 9月30日）

### 七転び八起き
RAGFAIRのシングル「七転び八起き」の発売に合わせて登場したコーナー。メロディに合うような四段オチを考えるコーナー、RAGFAIRが音楽番組などで歌ったとき、リスナーから募集した替え歌で歌っていた時もある。
（2003年5月20日 - 7月1日）

### 熱闘へっぽこ甲子園
この番組の名物コーナー。コンバットマーチの曲調に合わせてネタを考える。実際の選抜高等学校野球大会と同じ時期毎にこのコーナーが行われ、開催される度に毎回イメージガールが登場する。第1回は松浦亜弥、第2回は根本はるみ、第3回はアニメ『タッチ』の南ちゃん（日髙のり子）が担当した。第1回・第2回の優勝校はサービスカード高柳で、第3回も優勢かと思われたがまさかの敗退。結局、シオンJr.の優勝となった。第4回優勝者は初参戦の毒霧記念日。第4回の優勝商品として土屋礼央所有の車が進呈されたが、車検が切れる寸前であり、毒霧記念日が免許を持っていなかったため、受け取りを断った。
当初は普通のコーナーであった、第1回大会後に「パワフル！へっぽこスタジアム！」にネーミングを変えるがそのコーナーが終了後は上記の時期に復活する。
（2003年5月13日 - 11月25日）

### ベストヒットジャパン
設定上、ジョン・カルビ（土屋礼央）がアメリカのユタ州から放送している日本の音楽情報番組。突然、放送が電波ジャックされるような形でコーナーが始まる。とある歌手の曲をかけるのだが、その曲はとある歌手の名前の韻を踏んでいる別の曲だったりする。ランキング形式で5曲かける。2004年からは、テーマに合うような曲を1曲のみかけるようになる。
（2003年9月16日 - 2004年4月6日）

### 土屋ゼミナール（デラックス）
受験生の緊張をほぐすために開校した“土田大学”へ入学するための予備校。毎週、リスナーから出題される問題に答える形式で進む。コーナーの最後には宿題が出題される。※受験シーズン限定コーナー。当初は、“土田大学”は関係なかったが、その後、土田晃之がゲストで登場する際、土屋大学を開校すると発言し、その後は、“土田大学”を目指すようになる。2期目には、デラックスがつくようになる。1期目は、リスナーから出された問題を土屋礼央が答えを考える。2期目は、問題と3つの選択肢から正解を選ぶ。問題はきちんとした問題だが、選択肢がネタである。（大抵の答えが1番だったが、一度だけ2番が正解の時があった。）
2005年3月29日には、土屋礼央念願の入学式（直後に卒業式）を放送した。
（2003年9月16日 - 2004年1月25日、9月28日 - 2005年2月8日）

### 火曜名作アニメ劇場
こんなアニメじゃ人生は学べないということを紹介するコーナー。「こんなドラえもんじゃ人生は学べない」というテーマの時には、ジャイアン（たてかべ和也）・スネ夫（肝付兼太）が登場した。
（2003年10月13日 - 2004年4月6日）

### セリエR
大人の事情で終了した「パワフル！へっぽこスタジアム！（熱闘へっぽこ甲子園）」の代わりのコーナー。すぐに大人の事情で第二節に移行した。大人の事情というのは、それぞれ、下ネタが多い。と、人の行動を馬鹿にしている。という苦情の為と思われる。
第一節
オバカな憎めない人の行動を送ってもらうコーナー。すぐに終了した幻のコーナー。
第二節（2003年12月9日 - ）
時代や流行に敏感な観客をうならせるようなフレーズを募集するコーナー。
（2003年11月25日 - 2004年3月9日）

### お前と組めば最強タッグ
土屋礼央が大阪での生放送の時に、お好み焼きとご飯の組み合わせが最強だといって始まった。最強の組み合わせと呼べるものを紹介するコーナー。
2004年4月20日には最強決定戦を放送した。その時のゲストは、松村邦洋とはなわ。優勝したのは「春のパン祭りと白い皿」である。
（2004年3月16日 - 4月20日）

### お父さんのためのダジャレ講座
それまでは毎週1時の時報とともにオープニングのダジャレだったがコーナー化し、リスナーに時事ネタのダジャレを考えてもらうコーナーとなった。この以前に、オープニングの礼央が言うダジャレを当てるコーナー「オープニングダジャレダービー」があった、その発展版である。
（2004年4月6日 - 〈ダジャレダービー〉 - 11月9日）

### バカビュート
リスペクトするアーティストの数々の曲を自分なりにアレンジして歌うこと。要するに替え歌をつくるコーナー。
（2004年4月27日 - 6月29日）

### 帯ワン
名作の読みたくなる帯を考えてもらうコーナー。ただしコーナーとしては、本の内容は関係なく、タイトルの印象のみであった。
（2004年4月27日 - 7月6日）

### おしゃれ川柳5・7・5
投稿者たちに足りない「オシャレ」をテーマに川柳を作ってもらうコーナー。ハガキのみの投稿で、礼央曰く「オシャレなポストカード」を使うと採用率が上がるらしい。現に「冬のソナタ」などのポストカードで送られてきたネタが採用されたことがある（ポストカードだけが採用の一因となったわけではないだろうが）。コーナー中はラブサイケデリコの曲が流れ、礼央は「オシャレといったらラブサイケデリコ」と語っている。
のちに「代官山句会」の開催が決定。また、2005年6月21日深夜の放送では「代官山句会」の模様が放送された。
（2004年4月27日 - 終了）

### 中古車でGO!
土屋が購入した「トヨタ・チェイサー」で様々な企画をしようとするコーナー。
この企画でチェイサーに「チェイサー婦人」という名前がついた。
（2004年6月8日 - 9月21日）

### 真夜中の童貞ウルトラクイズ
童貞の方が思わず悩んでしまう○×クイズを考えてもらうコーナー。
初回のコーナー名は「真夜中の童貞高校生クイズ」だった。ネタを読む前にタイトルが変更された。
（2004年7月6日 - 9月21日）

### レオックスカード
クレジットカード会社「マスターカード」のCMのパロディで、想い出に関する内容のフレーズを募集するコーナー。
（2004年7月6日 - 9月21日）

### 未来三行日記
スタッフが土屋の来週のスケジュールを勝手に決め、土屋はそれを次回のラジオまでにその課題を実行してこなければならない。
これまで12月に1人でディズニーランドに行ってくる、電車男の格好をして電車男を見に行ってくる、節分に豆の代わりに豆腐を年の数だけ食べるなど、土屋にとっては過酷な課題も数知れず。
2005年6月28日（最終回）と10月7日（復活）には、その日の放送中に行うものもあった。
現在でもこのコーナーの効力があり、次の復活する時（未定）までに、「1ヶ月ごとに1つプラモデルを作らなければならない。」
（2004年9月28日 - 終了）

### 真夜中の告白リクエスト
片思いの相手への告白文を、その恋愛にまつわる曲のリクエストと共に放送するコーナー。番組の最後に告白をしたリスナーに電話をかけ、返事は来たか・どんな返事だったかを尋ねるのが恒例となっている。
初めのコーナー名は「真夜中の童貞ウルトラクイズ」の終了の流れから、「レオの告白クイズ大作戦（仮）」だったが、すぐに変わった。
最終回では、土屋からリスナーへの感謝文を告白（放送）した。
（2004年9月28日 - 終了）

### ○○男の最後の言葉
○○男の最後の叫び、断末魔を考えるコーナー。内海ディレクターがこの番組を降りるときに出来た。
（2004年11月9日 - 2005年2月8日）

### シリーズ2
様々な作品、人物などの「2」を考えてもらうコーナー。「ごくせん2」などの第二弾モノが流行ったことから始まった。
（2005年2月8日 - 終了）

### あの人のiPod借りちゃいました
有名人のiPodに入っていそうな曲を三つ書いてくるコーナー。つまりは三段オチ。
当初は2005年5月17日放送のFAX＆メールのテーマだったのがコーナー化した。
（2005年5月24日 - 終了）

## 補足
- 「土屋礼央」という個人名の知名度はほぼ無名に近かったが、この番組を始めてから知名度が急上昇する。ニッポン放送の番組でのアンケート「先生になってほしい人」などや、某インターネット上のランキングでは、上位にランクインしたことも多々ある。しかし、ラジオを聴かない人や、ファンの人以外で見れば、やはり無名に近い。
- 「特技100個への道」で映画「デアデビル」の試写会の吹替えに挑戦した。しかし、吹き替えは映画の予告映像にでたらめなことを言うだけあった。
- 2004年5月04日放送（第103回）で、100回目の放送だとされて、神谷明から突然のお祝いコメントや100回目ならでは企画（土屋からリスナーへのプレゼント）も行われたが、リスナーからの指摘で回数に間違いが発覚しスタッフ全員で謝った。その後、2004年5月18日放送でお詫び企画を行った。
- 土田晃之が番組に来た時は「まだやってたの？」など企画についてつっこむことが多い。
- 放送を重ねる度に、コーナーやフリートークでの土屋の発言や行動について疑問視するリスナーが多くなり、バッシングメールが多くなっていってしまった。
- スペシャル時や、最終回の直前に「D-1グランプリ」というものを行った。「D（ダジャレ）-1グランプリ」は、あるテーマに合致する人物や国などの言葉でダジャレを作り、勝負を行う。土屋礼央が好きなコーナーの1つと思われる。
- 2005年10月7日（復活）では、「おしゃれ川柳5・7・5」と「あの人のiPod借りちゃいました」を復活させた。

## 登場したゲスト
登場した順。()は登場回数。
- パパイヤ鈴木
- ゆず
- SHOGO(3)
- RAG FAIR(2){引地洋輔(4) 加藤慶之(3)}
- グローバー義和(3)
- 上戸彩(2)
- ソニン(4)
- ユースケ・サンタマリア
- INSPi(2)
- ダンディ坂野
- 土田晃之(5)
- 堀井憲一郎
- 松浦亜弥（スタジオには来た事はないが、楽屋で録音した）
- MEGUMI
- CUNE
- YeLLOW Generation
- たてかべ和也
- 肝付兼太
- 木下明水(2)
- aiko(2)
- 神谷明
- 植田朝日
- 根本はるみ
- 松村邦洋(2)
- はなわ
- ケビン山崎
- DA PUMP
- 日髙のり子
- 劇団ひとり
- CHAGE and ASKA
- w-inds.
- 波田陽区
- 安田美沙子
- 安めぐみ
- 倖田來未
- 猫ひろし
- 西川貴教
- 竹山隆範
- やまだひさし

## ピンチヒッター
- 2003年2月25日 ますだおかだ（ますだおかだのオールナイトニッポン）
- 2003年3月11日 ドランクドラゴン
- 2003年7月8日 安倍麻美
- 2003年9月23日 小柳ゆき
- 2004年8月10日 吉田尚記（ニッポン放送アナウンサー・吉田尚記のオールナイトニッポン）
- 2004年10月26日 鈴木芳彦（当時ニッポン放送アナウンサー、現・フジテレビアナウンサー）
  - 当初は矢井田瞳が担当予定だったが新潟県中越地震の影響で延期。矢井田は2005年9月2日に改めて放送。
- 2005年1月25日 マイナスターズ

## スタッフ
- 松尾紀明（ディレクター）
- 板倉（ミキサー）
- 天野（作家）
- ぶるんぶるん平田（サブ作家）
- はぎもり（ノーギャラ作家）
- 田野幸伸（アシスタントディレクター）
- さとたく（トイズファクトリー）

## 投稿していた主なハガキ職人
- 埼玉県　サービスカード高柳
- 埼玉県　ずみむらまさのり
- 名古屋市　ぱいーん杉浦
- 千葉県　握力ゼロ
- 名古屋市　りんごのほっぺ
- 大阪府　黒熊猫
- 札幌市　ティッシュ職人水戸アナル!
- 座間市　シオンJr
- 高知県　本家赤い彗星
- 奈良市　N
- 仙台市　仙台市のうっちー
- 東京都　どっちかというとミキティ
- 埼玉県　毒霧記念日
- 福岡県　五臓五腑ノリコ

## ジングル
この番組のジングルは全て土屋礼央作曲・作詞である。演奏は火曜1部からはズボンドズボンが行っているが、以前はRAG FAIRが歌っていた。また、ジングルの一つをサビ部分に起用し、アレンジした曲がズボンドズボンのアルバム『ロングスカート』、『扉』に収録されている。
この番組のために作成されたジングルと番組中に歌った曲が収録された土屋礼央名義のCD『不安ありがとう』が発売された。